# Moraea carnea
Moraea carnea är en irisväxtart som beskrevs av Peter Goldblatt. Moraea carnea ingår i släktet Moraea och familjen irisväxter. Inga underarter finns listade i Catalogue of Life.